# 利比乌斯·塞维鲁
利比乌斯·塞维鲁（Flavius Libius Severus Serpentius ，约420年—465年），又称塞维鲁三世，罗马帝国西部的皇帝（461年-465年在位）。
不清楚塞维鲁在登上帝位以前的情况，史料中没有留下任何关于他的资料，可能他仅仅是一个罗马的贵族。461年，皇帝马约里安遭到杀害。在意大利掌握权利的将领里西默便将塞维鲁推上的西罗马皇帝的宝座。而国家实际的权力，仍然掌握在里西默手中。
东罗马方面、以及名义上仍然忠于帝国的埃吉迪乌斯（统治高卢北部）、马塞利乌斯（统治着达尔马提亚）都不承认他的帝位。
塞维鲁只是里西默的傀儡，所以他在位的五年期间，没有什么作为。另一方面，这五年里，西哥特王国彻底占领了西班牙，而汪达尔王国则一如既往的不定期的对意大利进行进攻和掠夺。
甚至塞维鲁是如何死亡的都不太清楚，一般认为是他自然死亡的。塞维鲁死后，西罗马帝位空悬两年。苦于汪达尔王国攻掠的里西默，决定向东罗马求援，并且接受东罗马派过来的皇帝安特米乌斯继位。
| 利比乌斯·塞维鲁 出生于：約420年逝世於：465年 | 利比乌斯·塞维鲁 出生于：約420年逝世於：465年 | 利比乌斯·塞维鲁 出生于：約420年逝世於：465年 |
| 統治者頭銜                                   | 統治者頭銜                                   | 統治者頭銜                                   |
| -------------------------------------------- | -------------------------------------------- | -------------------------------------------- |
| 前任者： 馬約里安                            | 西羅馬帝國皇帝 461年–465年                   | 繼任者： 安特米烏斯                          |